# Fantascienza. Povestiri italiene
Fantascienza. Povestiri italiene este o culegere de povestiri științifico-fantastice din 1973 editată de Gianfranco de Turris și Ion Hobana. A apărut la Editura Albatros în Colecția Fantastic Club.

## Context
Hobana a avut ideea realizării acestei antologii în timpul Convenției mondiale a științifico-fantasticului (a 38-a ediție) de la Heidelberg (20–24 august 1970). Acesta s-a întâlnit cu  de Turris care i-a vorbit despre „fantascienza” - științifico-fantasticul italian. Ulterior de Turris i-a trimis lui Hobana mai multe cărți și periodice italiene. Conținutul antologiei a fost stabilit în 1971 de cei doi  la al 9-lea Festival Internațional al Filmului Științifico-Fantastic de la Triest.

## Cuprins
- Cuvânt înainte (Fantascienza) de Ion Hobana
- Science fiction-ul în Italia eseu de Gianfranco de Turris
- 37° de Lino Aldani (Trentasette centigradi 1963)
- Stratagemă temporală de Carla Parsi-Bastogi (Stratagemma temporale 1969)
- Adevărul despre pilotul stelar de Cesare Falessi (it:Cesare Falessi) (La verità del pilota spaziale 1971)
- Valurile mării de Tiberio Guerrini (L'onda del mare 1963)
- Deșertul roșu de Riccardo Leveghi (Deserto rosso 1970)
- Prietenul de Luigi Naviglio (it:Luigi Naviglio) (L'amico 1967)
- Noaptea înfrângerii de Massimo Pandolfi (La notte della sconfitta 1971)
- Burocratiland de Luigi De Pascalis (it:Luigi De Pascalis) și Sebastiano Fusco (Burocratiland 1970)
- Întoarcerea zorilor de Giulio Raiola (Il ritorno dell'alba 1964)
- Hoțul transcendent de Sandro Sandrelli (it:Sandro Sandrelli) (Il ladro trascendente 2008)
- Un paradis pentru Tursio de Roberto Vacca (it:Roberto Vacca) (Un paradiso per Turzio 1966)
- La pescuit pe lacul Qumran de Maurizio Viano (A pesca sul lago Qumran 1970)

## Analiză
Povestiri cu înclinații spre analize filozofice: Adevărul despre pilotul stelar, La pescuit pe lacul Qumran.  Povestiri cu ingenioase speculații pseudoștiințifice: Stratagemă temporală, Hoțul transcendent. Sunt prezentate viziune grotești sau satirice amare ale viitorului în Burocratiland sau 37°. Întoarcerea zorilor  este o narațiune cu final pozitiv. Valurile mării și Noaptea înfrângerii sunt povestiri realizate într-un stil clasic, în timp ce în Deșertul roșu se încearcă abordarea unui stil modern.
Stratagemă temporală este o tentativă inteligentă de a dezlega problemele călătoriei în timp și ale paradoxurilor celei de-a patra dimensiuni. Un paradis pentru Tursio dezvoltă în mod original problema inteligenței delfinilor.

## Legături externe
- Istoria publicării lucrării Fantascienza. Povestiri italiene la Internet Speculative Fiction Database

## Vezi și
- Odiseea marțiană
- Vârsta de aur a anticipației românești
- O falie în timp
- Lista cărților științifico-fantastice publicate în România
- Științifico-fantasticul în Italia
- Fantacollana; SF Narrativa d'Anticipazione; Cosmo; Cosmo Oro (Editrice Nord)
- 1973 în științifico-fantastic